# 泌尿生殖系统
泌尿生殖系统（urogenital system）或生殖泌尿系统（genitourinary system）是生殖器官和泌尿系統所在的生物系統。这两个系统并在一起的原因是因为它们彼此相邻，非常接近。此外，这两个系统拥有共同的胚胎起源，并且也共享同一个通道（比如男性的尿道）。